# Liste der Biografien/Jes
Liste der Biografien |
Portal Biografien |
Personensuche
# |
A |
B |
C |
D |
E |
F |
G |
H |
I |
J |
K |
L |
M |
N |
O |
P |
Q |
R |
S |
T |
U |
V |
W |
X |
Y |
Z |
?
 
Ja |
Jb |
Jd |
Je |
Jh |
Ji |
Jj |
Jl |
Jn |
Jm |
Jo |
Jp |
Jr |
Js |
Jt |
Ju |
Jv |
Jw |
Jy
 
Jea |
Jeb |
Jec |
Jed |
Jee |
Jef |
Jeg |
Jeh |
Jei |
Jej |
Jek |
Jel |
Jem |
Jen |
Jeo |
Jep |
Jeq |
Jer |
Jes |
Jet |
Jeu |
Jev |
Jew |
Jex |
Jey |
Jez
Die Liste der Biografien führt alle Personen auf, die in der deutschsprachigen Wikipedia einen Artikel haben. Dieses ist eine Teilliste mit 380 Einträgen von Personen, deren Namen mit den Buchstaben „Jes“ beginnt.

## Jes

### Jesa
- Jesaias († 1332), Patriarch von Konstantinopel (1323–1332)
- Jesaja ben Mali, jüdischer Gelehrter
- Jesaja von Rostow († 1090), Bischof von Rostow
- Jesang, Agnes (* 1986), kenianische Hindernisläuferin
- Jesawitau, Kastus (1893–1946), belarussischer politischer Aktivist

### Jesc
- Jesch, Birger (* 1953), deutscher Aktionskünstler
- Jesch, Daniel (* 1974), deutscher Schauspieler
- Jeschar, Rudolf (1930–2014), deutscher Ingenieur und Hochschullehrer für Wärmetechnik und Industrieofenbau
- Jeschaunig, Markus (* 1982), österreichischer bildender Künstler und Architekt
- Jescheck, Hans-Heinrich (1915–2009), deutscher Rechtswissenschaftler
- Jeschejew, Wladimir Nikolajewitsch (* 1958), sowjetischer Bogenschütze
- Jeschek, Bernd (* 1949), österreichischer Schauspieler, Regisseur, Drehbuchautor und MusikerBernd Jeschek (* 1949)

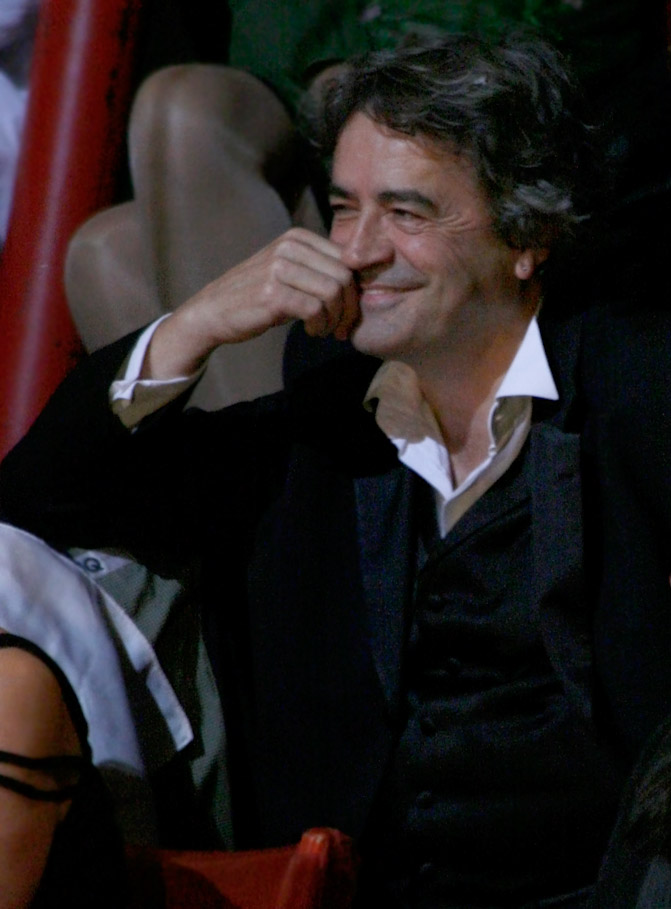
Bernd Jeschek (* 1949)

- Jeschinow, Wladimir Nikolajewitsch (1949–2024), sowjetischer Ruderer und Olympiasieger
- Jeschke von Dohna, deutscher Burggraf
- Jeschke, Andreas (* 1966), deutscher Fußballspieler
- Jeschke, Claudia (* 1950), deutsche Theater- und Tanzwissenschaftlerin und Choreografin
- Jeschke, Cuno (* 1833), deutscher Kaufmann, Bergwerksbesitzer und Politiker (DFP), MdR
- Jeschke, Dieter (* 1937), deutscher Mediziner
- Jeschke, Erich (1925–1992), deutscher Architekt
- Jeschke, Gunnar (* 1966), deutscher Chemiker
- Jeschke, Hans (1903–1990), deutscher Romanist und Hispanist
- Jeschke, Henning (* 2000), deutscher Klimaaktivist
- Jeschke, Isabella (* 1991), österreichische Schauspielerin
- Jeschke, Lisa (* 1985), deutsche Lyrikerin, Theater-Performerin und Herausgeberin
- Jeschke, Marietta (* 1945), deutsche Malerin, Grafikerin, Bildhauerin und Objektkünstlerin
- Jeschke, Marta (* 1986), polnische Leichtathletin
- Jeschke, Mathias (* 1963), deutscher Schriftsteller, Verlagslektor und Herausgeber
- Jeschke, Norman (* 1979), deutscher Eiskunstläufer
- Jeschke, Peter (1895–1979), deutscher Rechtsanwalt und Kommunalpolitiker
- Jeschke, Sabina (* 1968), deutsche Maschinenbauingenieurin und InformatikerinSabina Jeschke (* 1968)

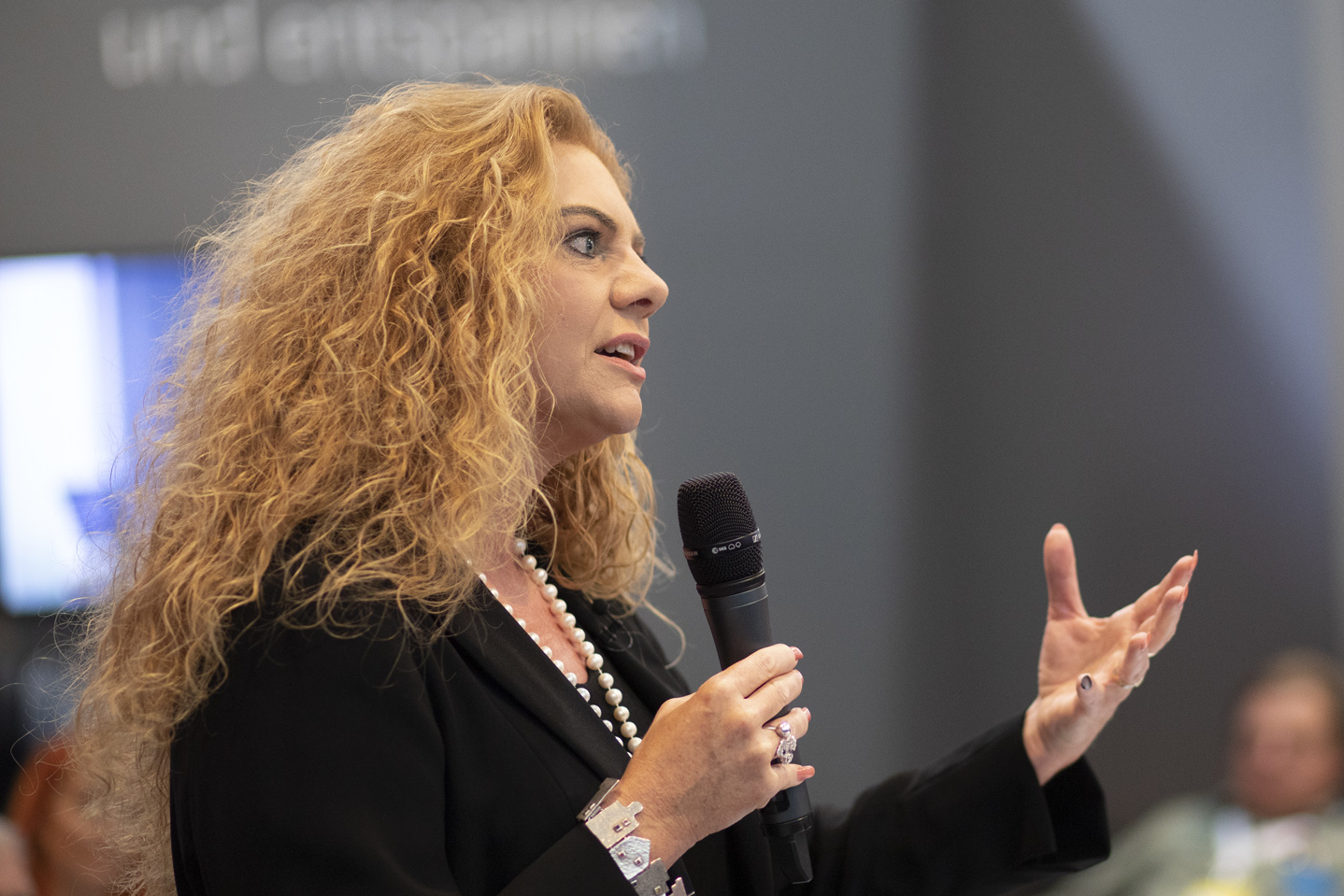
Sabina Jeschke (* 1968)

- Jeschke, Tanja (* 1964), deutsche Schriftstellerin und Literaturkritikerin
- Jeschke, Udo (* 1953), deutscher Volleyballtrainer
- Jeschke, Wolfgang (1936–2015), deutscher Science-Fiction-Herausgeber
- Jeschke-Friedel (1850–1938), deutscher Abenteurer und Original der Oberlausitz
- Jeschko, Kurt (1919–1973), österreichischer Sportjournalist und Fernsehmoderator
- Jeschonnek, Gert (1912–1999), deutscher Marineoffizier und Vizeadmiral
- Jeschonnek, Hans (1899–1943), Generalstabschef der Luftwaffe und Generaloberst
- Jeschow, Denis Igorewitsch (* 1985), russischer Eishockeyspieler
- Jeschow, Ilja Igorewitsch (* 1987), russischer Eishockeytorwart
- Jeschow, Nikolai Iwanowitsch (1895–1940), Chef der sowjetischen Geheimpolizei NKWDNikolai Iwanowitsch Jeschow (1895–1940)

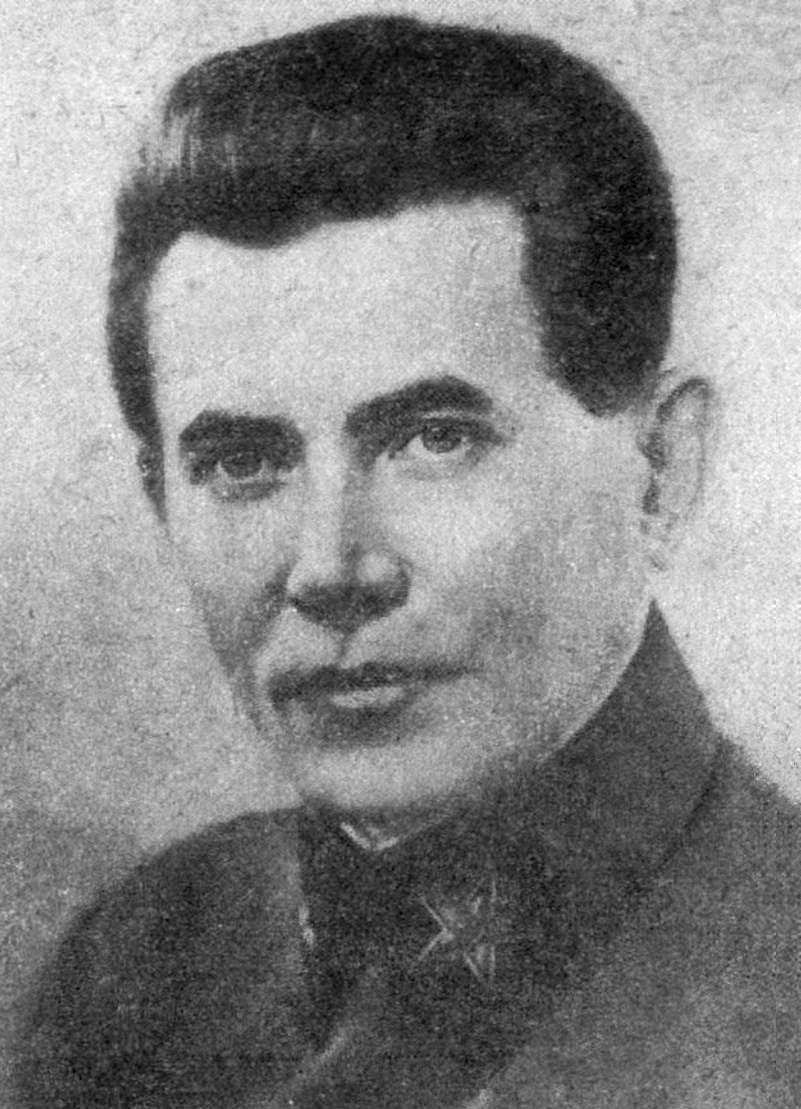
Nikolai Iwanowitsch Jeschow (1895–1940)

- Jeschow, Roman Wladimirowitsch (* 1997), russischer Fußballspieler
- Jeschow, Walentin Iwanowitsch (1921–2004), sowjetischer Drehbuchautor
- Jeschowa, Ljudmila Andrejewna (* 1982), russische Turnerin
- Jeschtschenko, Andrei Olegowitsch (* 1984), russischer Fußballspieler
- Jeschua, israelitischer Rückkehrer aus dem Babylonischen Exil
- Jeschua, jüdischer Hoherpriester

### Jesd
- Jesdanun, Anick (1969–2020), US-amerikanischer Journalist
- Jesdinsky, Bertram (1960–1992), deutscher Maler und Bildhauer
- Jesdinsky, Hans Joachim (1931–1986), deutscher Statistiker, Professor für Biomathematik und Statistik in Düsseldorf

### Jese
- Jesé (* 1993), spanischer Fußballspieler
- Jese, Ilimotama (* 1990), fidschianischer Fußballspieler
- Jesech, Nkeiruka Chilarijewna (* 1983), russische Curlerin
- Jeselsohn, Max (1871–1937), deutscher Jurist und Kommunalpolitiker
- Jesenice, Jan z, tschechischer Priester, Jurist und Freund von Jan Hus
- Jesenko, Jerica (* 2005), slowenische Skispringerin
- Jesenská, Milena (1896–1944), tschechoslowakische Journalistin, Schriftstellerin, Übersetzerin und WiderstandskämpferinMilena Jesenská (1896–1944)

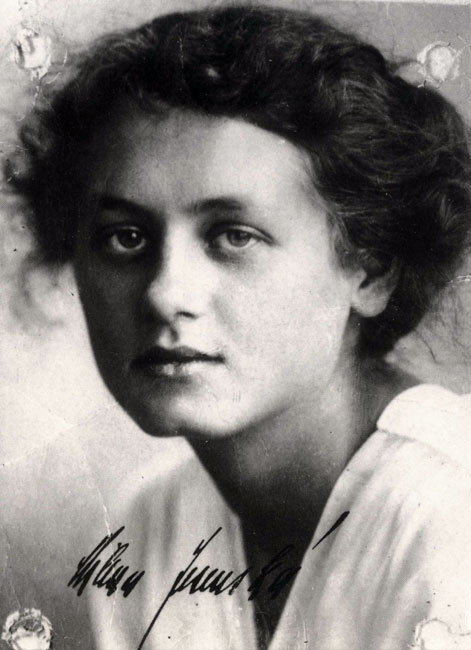
Milena Jesenská (1896–1944)

- Jesenský, Janko (1874–1945), slowakischer Jurist, Beamter und Schriftsteller
- Jeserich, Kurt (1904–1995), deutscher Kommunalwissenschaftler und Verlagsdirektor
- Jeserich, Paul (1854–1927), deutscher Chemiker
- Jeserskyj, Wolodymyr (* 1976), ukrainischer Fußballspieler

### Jesg
- Jesgarzewski, Janik (* 1994), deutscher Fußballspieler
- Jesgarzewski, Tim (* 1978), deutscher Rechtswissenschaftler und Anwalt

### Jesh
- Jeshel, Jörg (1943–2020), deutscher Kameramann

### Jesi
- Jesi, Furio (1941–1980), italienischer Germanist, Mythenforscher und Autor
- Jesi, Samuele († 1853), italienischer Zeichner, Kupferstecher und Lithograf
- Jesień, Anna (* 1978), polnische Leichtathletin
- Jesih, Horst (1937–2007), deutscher Fußballspieler
- Jesih, Milan (* 1950), slowenischer Dichter, Dramatiker und Übersetzer
- Jesinghaus, Walter (1871–1950), deutscher Lehrer und Philosoph
- Jesinghaus, Walther (1887–1968), deutscher Turner
- Jesionek, Albert (1870–1935), deutscher Dermatologe und Hochschullehrer
- Jesionek, Reinhard (* 1964), österreichischer FernsehmoderatorReinhard Jesionek (* 1964)

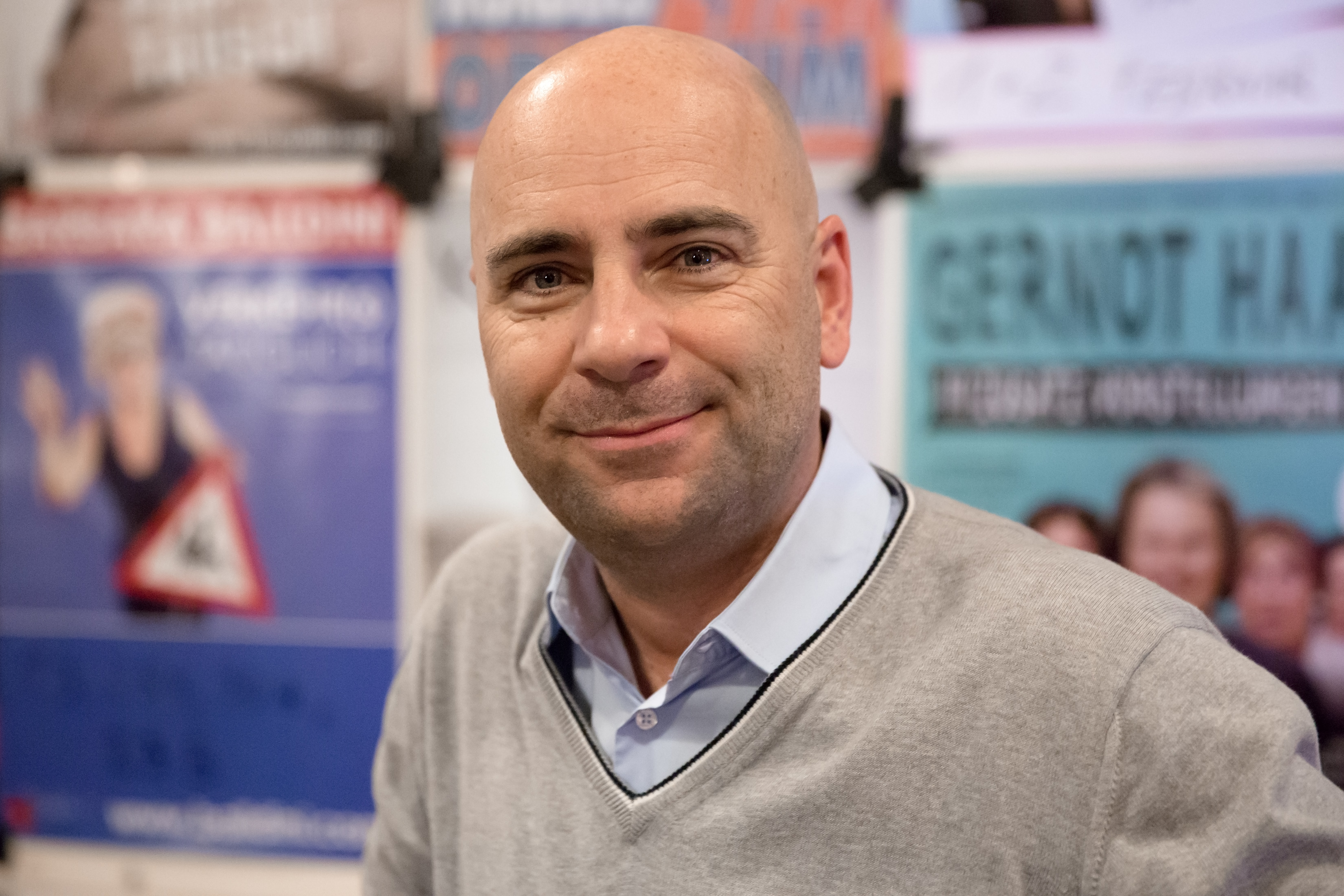
Reinhard Jesionek (* 1964)

- Jesionek, Udo (* 1937), österreichischer Jurist
- Jesionowska, Celina (* 1933), polnische Leichtathletin
- Jesire, Zeddy (* 2003), kenianische Leichtathletin

### Jesk
- Jeska, Andrea (* 1964), deutsche Schriftstellerin und Journalistin
- Jeska, Joachim (* 1967), deutscher lutherischer Geistlicher, Superintendent in Osnabrück
- Jeskarczewski, Udo (* 1956), deutscher Fußballspieler
- Jeske, Arthur (* 1962), deutscher Fußballspieler
- Jeske, Dominic (* 1977), deutscher Koch
- Jeske, Edith (* 1957), deutsche Textdichterin, Librettistin und Dozentin
- Jeske, Elisabeth (1921–2002), deutsche Mosaikkünstlerin
- Jeske, Frank (1960–1994), deutscher Fußballspieler
- Jeske, Harry (1937–2020), deutscher Bassgitarrist, Gitarrist und Komponist
- Jeske, Jacqueline (* 1987), deutsche Schauspielerin
- Jeske, Jürgen (* 1935), deutscher Journalist
- Jeske, Regina (* 1944), deutsche Schauspielerin, MdV
- Jeske-Paasch, Susanne (* 1958), deutsche Juristin und Bürgermeisterin von Eckernförde
- Jeskow, Nikita Nikolajewitsch (* 1983), russischer Radrennfahrer
- Jeskulke, Lutz, deutscher Kriminaltechniker

### Jesl
- Jeslämowa, Samal (* 1984), kasachische Schauspielerin
- Jeslínek, Jiří (* 1987), tschechischer Fußballspieler

### Jesp
- Jespajewa, Dänija (* 1961), kasachische Politikerin
- Jespers, Dorian (* 1993), belgischer Filmemacher
- Jespersen, Chris (* 1983), norwegischer Skilangläufer
- Jespersen, Eric (* 1961), kanadischer Segler
- Jespersen, Helle (* 1968), dänische Seglerin
- Jespersen, Karen (* 1947), dänische Journalistin und Politikerin (Sozialdemokraten), Mitglied des Folketing
- Jespersen, Knud (1926–1977), dänischer Politiker
- Jespersen, Maria (* 1991), dänische Tennisspielerin
- Jespersen, Maria (* 1994), dänische Basketballspielerin
- Jespersen, Otto (1860–1943), dänischer Sprachwissenschaftler
- Jespersen, Per (1888–1964), norwegischer Turner
- Jespersen, Simon (* 2001), dänischer Motorradrennfahrer
- Jespersen, Søren Steen (* 1962), dänischer Drehbuchautor, Filmproduzent und Filmregisseur
- Jespersen, Turid (1917–1991), norwegische alpine Skirennläuferin
- Jesperson, Keith Hunter (* 1955), kanadisch-amerikanischer SerienmörderKeith Hunter Jesperson (* 1955)

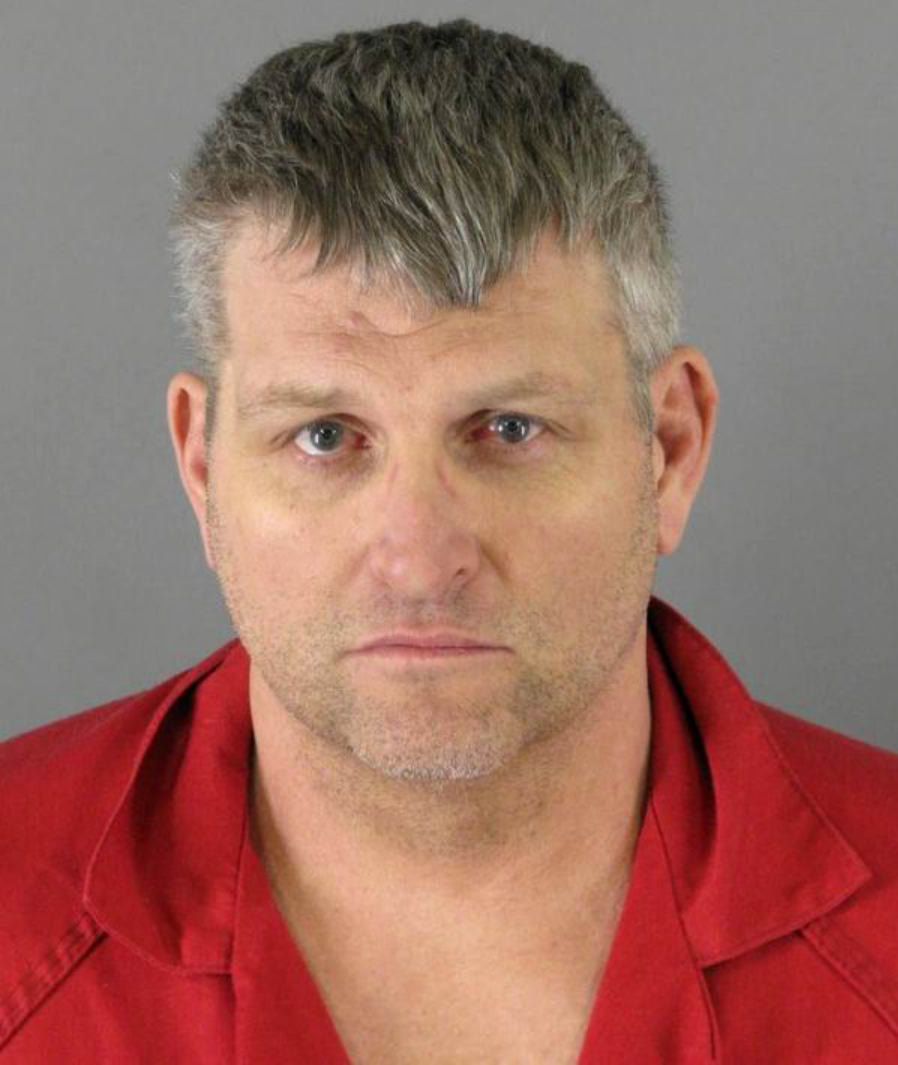
Keith Hunter Jesperson (* 1955)

### Jesq
- Jesqalijew, Ghali (* 1970), kasachischer Politiker
- Jesqarajew, Asamat (* 1979), kasachischer Politiker und Diplomat

### Jess
- Jess, Adolf (1883–1977), deutscher Ophthalmologe
- Jeß, Caren (* 1985), deutsche Schriftstellerin
- Jess, Eoin (* 1970), schottischer Fußballspieler
- Jess, Gunter (* 1951), deutscher Biochemiker und Politiker (AfD), MdL
- Jess, Hanns (1887–1975), Präsident des Bundeskriminalamts und des Bundesamts für Verfassungsschutz (Deutschland)
- Jess, Hans Heinrich (1847–1916), norwegischer Architekt und Baumeister
- Jess, Herbert (* 1943), deutscher Diplomat
- Jess, Holger (* 1963), deutscher Regattasegler, Bootshändler und Jugend-Coach
- Jeß, Karl (1843–1925), deutscher Jurist und Senatspräsident beim Reichsgericht
- Jeß, Kimberly (* 1992), deutsche Hochspringerin
- Jess, Marilyn (* 1959), französische Erotik- und Pornodarstellerin
- Jess, Tanja (* 1967), niederländisch-deutsche Schauspielerin und Moderatorin
- Jeß, Theodor Wilhelm (1839–1891), deutscher Theologe
- Jess, Tyehimba (* 1965), US-amerikanischer Dichter und Hochschullehrer
- Jess, Wolfgang (1885–1945), deutscher Verleger
- Jessa, Bernd (1949–2002), deutscher Fußballspieler
- Jessa, Mirjam (* 1962), österreichische Journalistin und Moderatorin
- Jessadakorn Noysri (* 1999), thailändischer Fußballspieler
- Jessajan, Margarit (* 1958), armenische Journalistin und Politikerin
- Jessajan, Oleg (* 1946), armenischer Politiker und Diplomat
- Jessajan, Sabel (1878–1943), armenische Schriftstellerin und Völkermordüberlebende
- Jessberger, Elmar K. (1943–2017), deutscher Physiker, Planetologe und Hochschullehrer
- Jeßberger, Florian (* 1971), deutscher Rechtswissenschaftler
- Jessberger, Hans-Ludwig (1932–2001), deutscher Bauingenieur
- Jeßberger, Theresa (* 1997), deutsche Autorin
- Jesse, Bischof von Speyer
- Jesse Ritch (* 1992), Schweizer PopsängerJesse Ritch (* 1992)

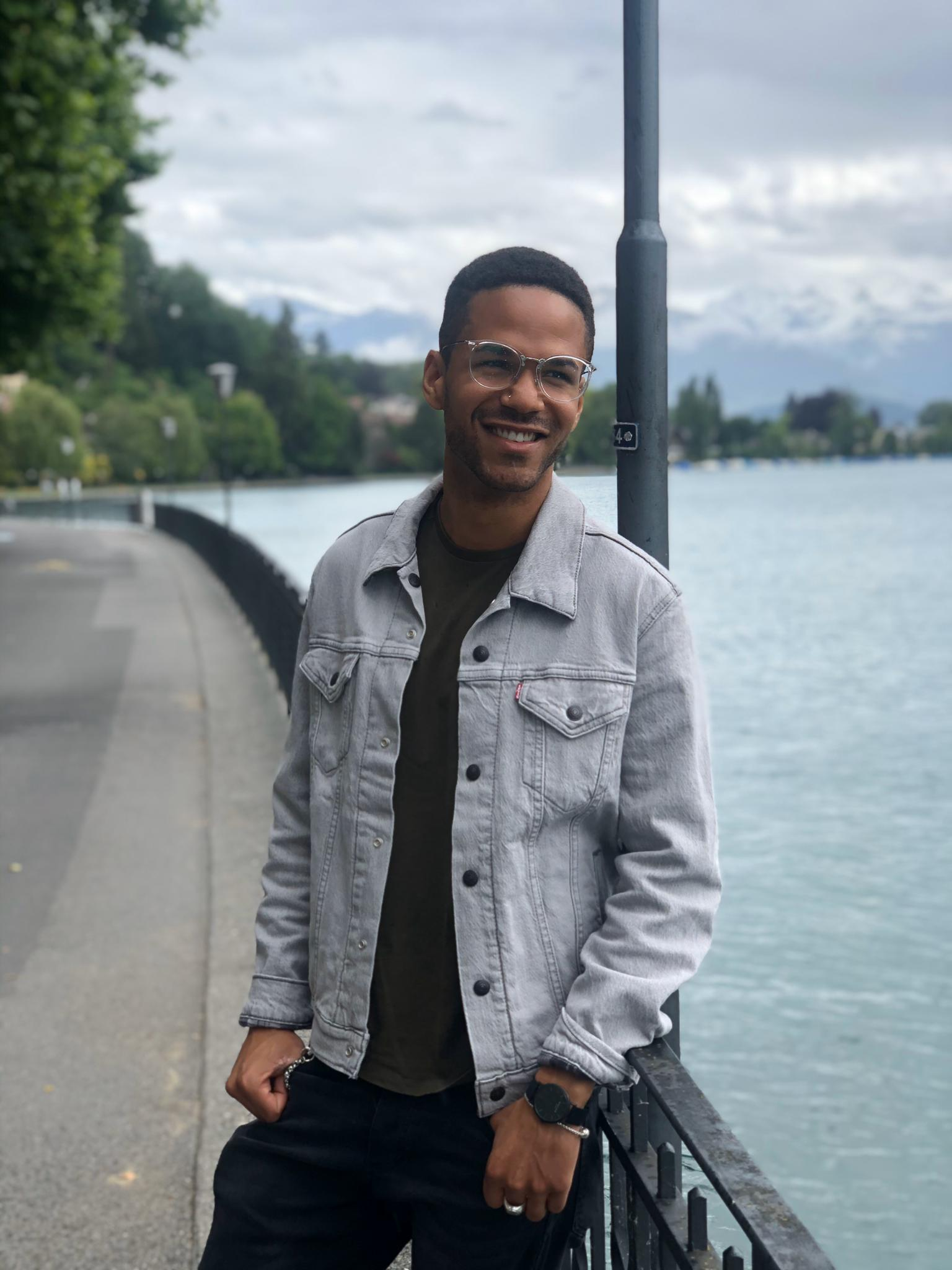
Jesse Ritch (* 1992)

- Jesse, Eckhard (* 1948), deutscher Politikwissenschaftler und Extremismusforscher
- Jesse, Elena (* 1993), deutsche Schauspielerin
- Jesse, Frank (* 1964), deutscher Radrennfahrer, Junioren-Weltmeister im Radsport
- Jesse, Friedhelm (1936–2025), deutscher Fußballspieler
- Jesse, Hans († 1995), deutscher Journalist
- Jesse, Hugo (1843–1918), deutscher Beamter (Geheimer Regierungsrat) und Lokalpolitiker
- Jesse, Ines (* 1971), deutsche Politikerin (SPD)Ines Jesse (* 1971)

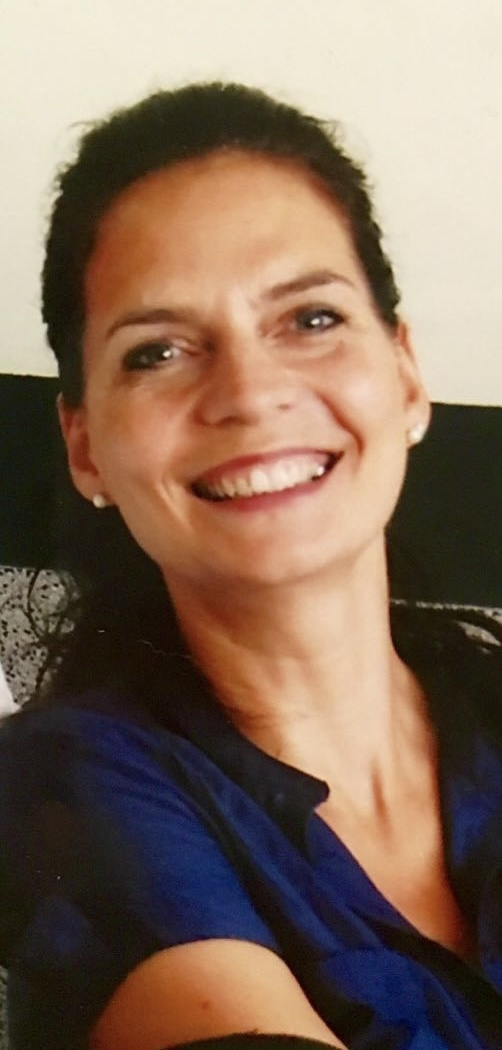
Ines Jesse (* 1971)

- Jesse, Joanna (* 1975), deutsche Künstlerin und Malerin
- Jesse, John Heneage (1808–1874), englischer Schriftsteller
- Jesse, Joseph (1781–1849), preußischer Landrat
- Jesse, Mike (* 1973), deutscher Fußballspieler
- Jesse, Siegfried (* 1937), deutscher Oberst im Ministerium für Staatssicherheit (MfS) der DDR
- Jesse, Wilhelm (1887–1971), deutscher Historiker, Numismatiker und Museumsleiter
- Jesse, Willy (1897–1971), deutscher Politiker (SPD, SED)
- Jessel, Beate (* 1962), deutsche Landespflegerin und Hochschullehrerin
- Jessel, Charles (1860–1928), britischer Rechtsanwalt und Manager
- Jessel, George (1824–1883), britischer Jurist und Politiker, Mitglied des House of Commons
- Jessel, George (1898–1981), US-amerikanischer Film- und Fernsehschauspieler, Produzent und Sänger
- Jessel, Hans (* 1956), deutscher Fotograf und Autor
- Jessel, Jacques (* 1920), französischer Botschafter
- Jessel, Leon (1871–1942), deutscher KomponistLeon Jessel (1871–1942)

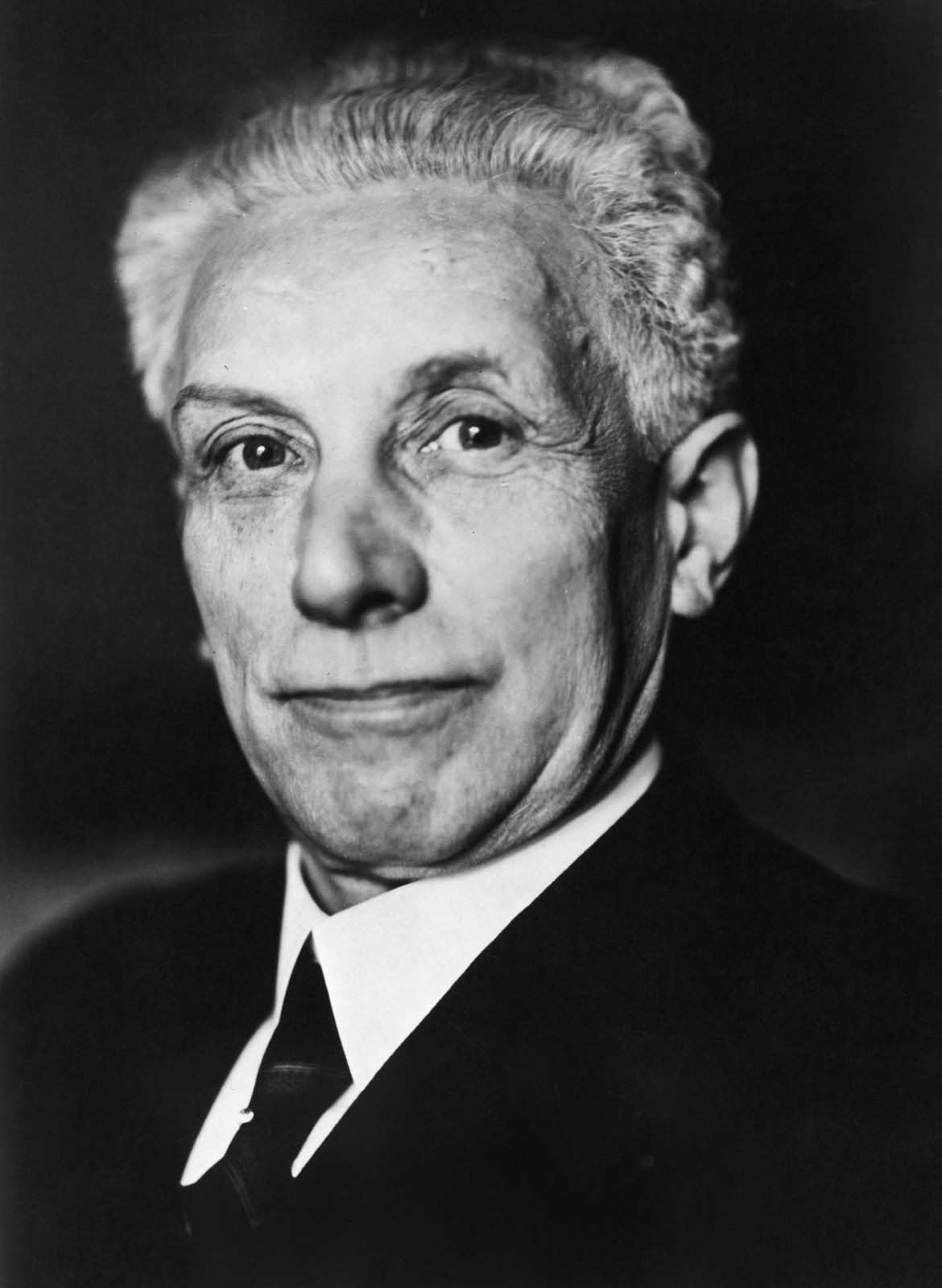
Leon Jessel (1871–1942)

- Jessel, Renate (1923–2004), deutsche Illustratorin
- Jessell, Thomas (1951–2019), britischer Entwicklungsbiologe und Neurobiologe
- Jessen Rüdiger, Marit (* 1982), dänische Politikerin, Vorsitzende der Schleswigschen Partei
- Jessen, Arne (* 1972), deutscher Fernsehmoderator
- Jessen, Asmus (1890–1977), deutscher Kunsterzieher, Maler und Graphiker
- Jessen, Børge (1907–1993), dänischer Mathematiker
- Jessen, Carl (1821–1889), deutscher Botaniker und Hochschullehrer in Greifswald
- Jessen, Carl Ludwig (1833–1917), nordfriesischer Maler des Naturalismus
- Jessen, Carl Victor (1864–1936), deutscher Kapitän
- Jessen, Christian (* 1977), britischer Fernsehmoderator
- Jessen, Christoph (* 1946), deutscher Diplomat
- Jessen, Colla (1869–1928), Theaterschauspieler
- Jessen, Dana (* 1983), US-amerikanische Musikerin (Fagott)
- Jessen, Eike (1933–2015), deutscher Informatiker, Hochschullehrer
- Jessen, Erling (* 1938), dänischer Kanute
- Jessen, Ernst (1859–1933), deutscher Zahnarzt und Privatdozent
- Jessen, Friedrich (1865–1935), deutscher Arzt
- Jessen, Fritz (1886–1951), deutscher Jurist, Industrieller, Bankier und Finanzvorstand der Siemens AG
- Jessen, Gianna (* 1977), US-amerikanische Sängerin und Aktivistin der Lebensrechtsbewegung
- Jessen, Hans (1874–1930), deutscher Architekt
- Jessen, Hans (1897–1979), deutscher Bibliothekar, Historiker und Zeitungswissenschaftler
- Jessen, Hans (1910–1996), deutscher Jäger und Jagdhistoriker
- Jessen, Hans (* 1949), deutscher FernsehjournalistHans Jessen (* 1949)

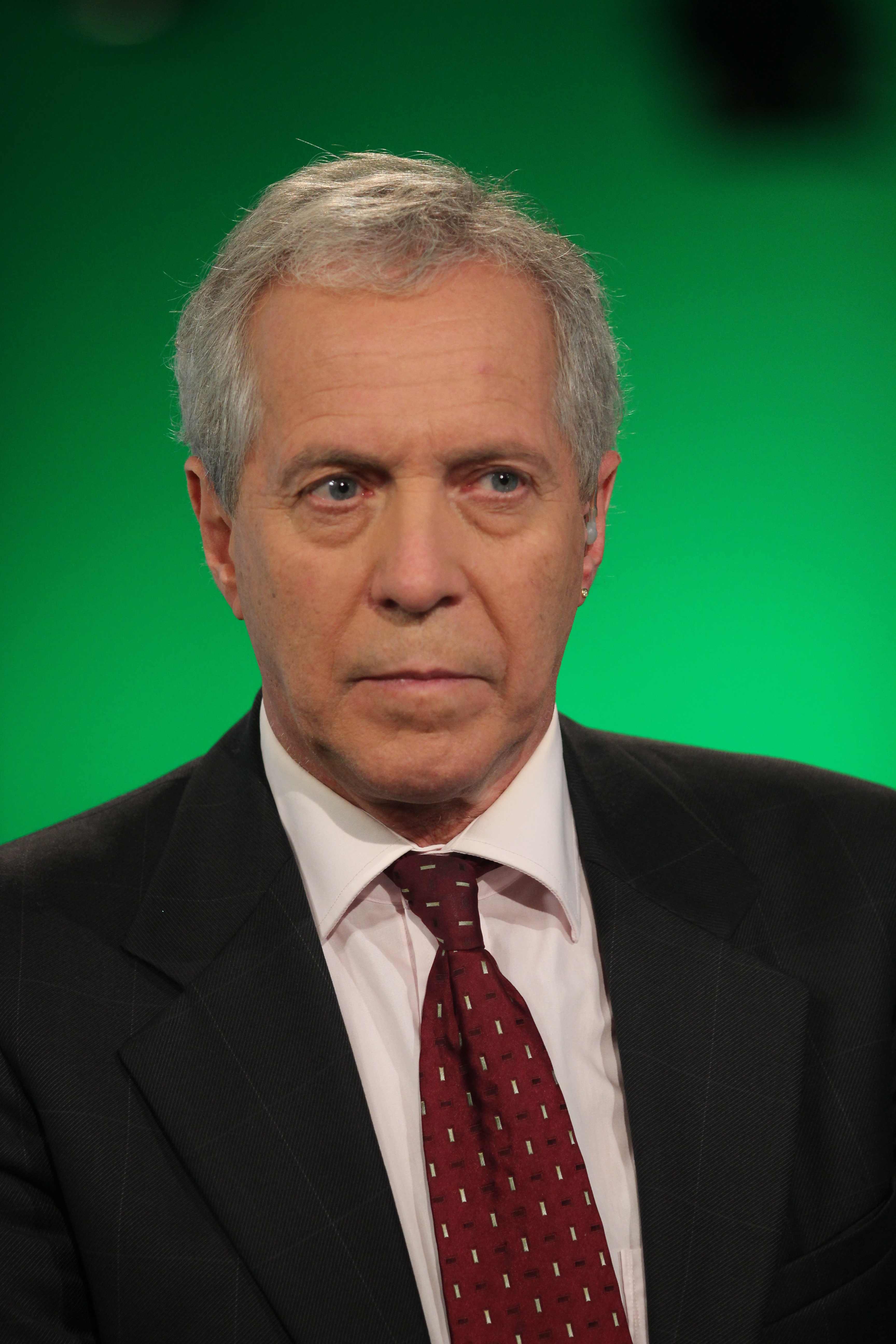
Hans Jessen (* 1949)

- Jessen, Hans B. (1909–2007), deutscher Klassischer Archäologe
- Jessen, Hedwig (1899–1956), deutsche Bildhauerin und Grafikerin
- Jessen, Henning (* 1976), deutscher Jurist
- Jessen, Henry (1919–1994), dänischer Schauspieler
- Jessen, Hermann (1869–1942), österreichischer Opernsänger (Bariton)
- Jessen, Hugo (1867–1906), deutscher Theaterschauspieler
- Jessen, Ida (* 1964), dänische Schriftstellerin
- Jessen, Jens (1854–1906), deutsch-dänischer Redakteur und Politiker, MdR
- Jessen, Jens (1895–1944), deutscher Wirtschaftswissenschaftler (Nationalökonom)
- Jessen, Jens (* 1955), deutscher Journalist und PublizistJens Jessen (* 1955)

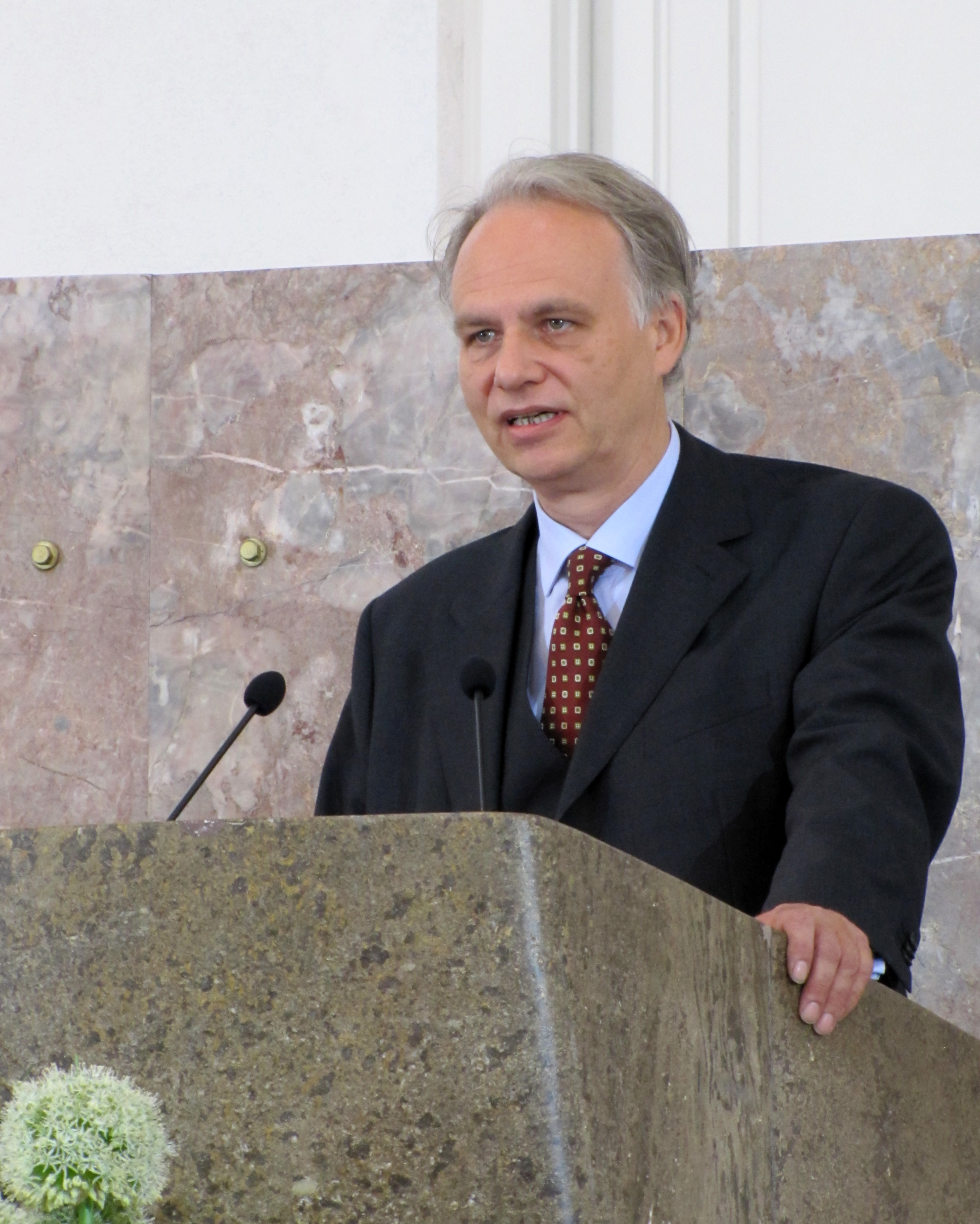
Jens Jessen (* 1955)

- Jessen, Johannes (1880–1945), deutscher evangelischer Pastor und Übersetzer der Bibel in die Niederdeutsche Sprache
- Jessen, John Bruce (* 1949), US-amerikanischer Psychologe
- Jessen, Kai (* 1965), deutscher Autor und Musikjournalist
- Jessen, Karl Petrowitsch (1852–1918), Admiral livländisch-dänischer Abstammung in der Kaiserlich-Russischen Marine
- Jessen, Kirsten (1922–2000), dänische Schauspielerin und Tänzerin
- Jessen, Klaus (1964–2002), deutscher Kriminalschriftsteller
- Jessen, Knud (1884–1971), dänischer Botaniker und Quartärgeologe
- Jessen, Lars (* 1969), deutscher RegisseurLars Jessen (* 1969)

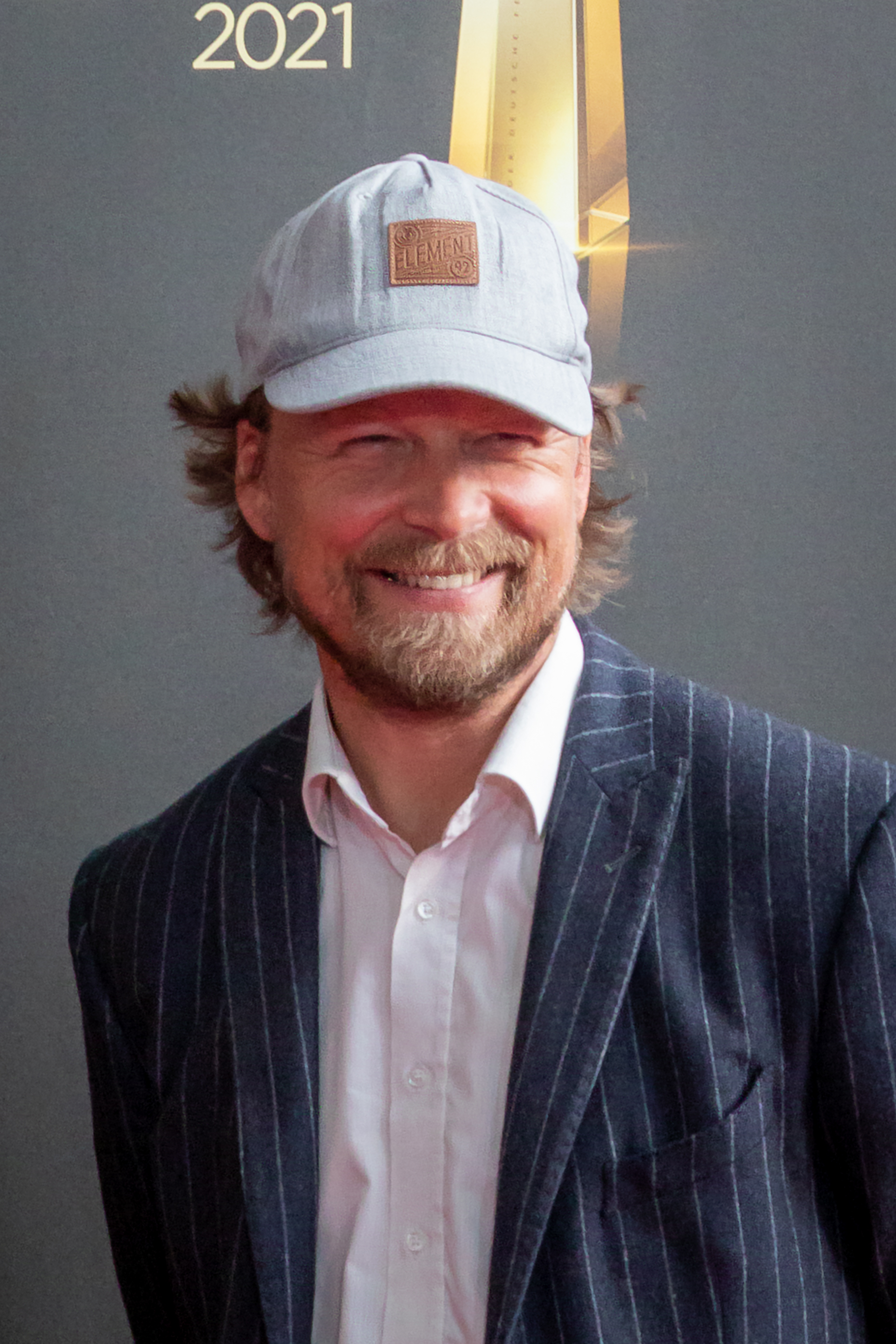
Lars Jessen (* 1969)

- Jessen, Leon (* 1986), dänischer Fußballspieler
- Jessen, Liane, deutsche Fernsehredakteurin
- Jessen, Lisbeth (* 1956), dänische Journalistin und Feature-Autorin
- Jessen, Marita (* 1991), grönländische Politikerin (Inuit Ataqatigiit)
- Jessen, Matthias (1641–1712), Präsident von Altona
- Jessen, Matthias (1677–1736), dänischer Legationssekretär und Präsident in Altona
- Jessen, Michael (* 1960), dänischer Ruderer
- Jessen, Niklas (* 2003), deutscher Fußballspieler
- Jessen, Otto (1826–1904), deutscher Pädagoge
- Jessen, Otto (1864–1936), deutscher Klassischer Philologe und Publizist
- Jessen, Otto (1891–1951), deutscher Geograph
- Jessen, Peter (1801–1875), deutscher Tierarzt
- Jessen, Peter (1858–1926), deutscher Kunsthistoriker, erster Direktor der Staatlichen Kunstbibliothek in Berlin
- Jessen, Peter Willers (1793–1875), deutscher Psychiater
- Jessen, Peter Willers (1870–1949), deutscher Lehrer, Heimatforscher und Lokalpolitiker
- Jessen, Ralph (* 1956), deutscher Historiker
- Jessen, Sandra (* 1995), isländische Fußballspielerin
- Jessen, Sebastian (* 1986), dänischer Schauspieler und Synchronsprecher
- Jessen, Siegfried (1917–1971), deutscher Fußballspieler
- Jessen, Sydney (1892–1965), deutscher Marineoffizier
- Jessen, Thomas Balthasar von (1648–1731), Jurist, königlich dänischer Obersekretär, Geheimer Rat
- Jessen, Uwe (* 1971), deutsch-dänischer Diplom-Betriebswirt und Generalsekretär des Bundes Deutscher Nordschleswiger
- Jessen, Uwe-Detlev (1931–2019), deutscher Schauspieler, Regisseur und Schauspiellehrer
- Jessen, Wilhelm (1879–1949), deutscher Schulrektor, Heimatforscher und Archivar
- Jessen-Klingenberg, Detlef (* 1970), deutscher Architekturhistoriker
- Jessen-Klingenberg, Manfred (1933–2009), deutscher Historiker
- Jessen-Somann, Elli (1904–1993), deutsche Schauspielerin und Hörspielsprecherin
- Jessenbajew, Mäschit (* 1949), kasachischer Politiker
- Jessenberlin, Ilijas (1915–1983), kasachischer Schriftsteller
- Jessenin, Sergei Alexandrowitsch (1895–1925), russischer DichterSergei Alexandrowitsch Jessenin (1895–1925)

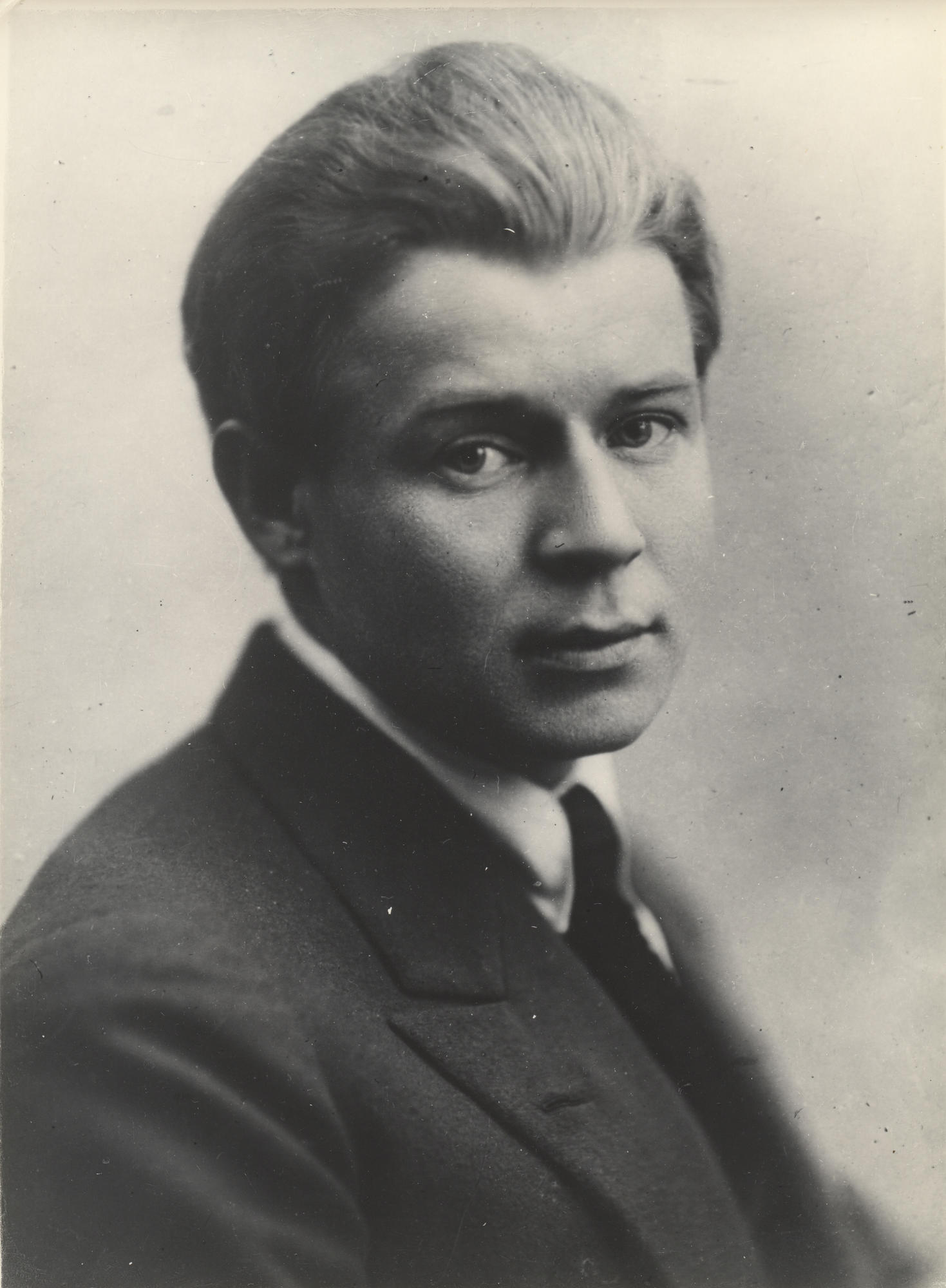
Sergei Alexandrowitsch Jessenin (1895–1925)

- Jessenin-Wolpin, Alexander (1924–2016), sowjetisch-amerikanischer Mathematiker
- Jessenitschnig, Florian (* 2002), österreichischer Fußballspieler
- Jessenius, Jan (1566–1621), Mediziner, Politiker und Philosoph
- Jesser, Curt von (1890–1950), österreichischer Generalmajor in der deutschen Wehrmacht
- Jesser, Eugen (1946–2008), österreichischer Präsident der Wiener Sängerknaben
- Jesser, Franz (1869–1954), sudetendeutscher Publizist und Politiker
- Jesser, Walter (1919–1993), deutscher Botschafter
- Jesser-Schmid, Hilda (1894–1985), österreichische Malerin, Grafikerin, Textilkünstlerin und Hochschullehrerin
- Jesserer, Gertraud (1943–2021), österreichische Film- und BurgschauspielerinGertraud Jesserer (1943–2021)

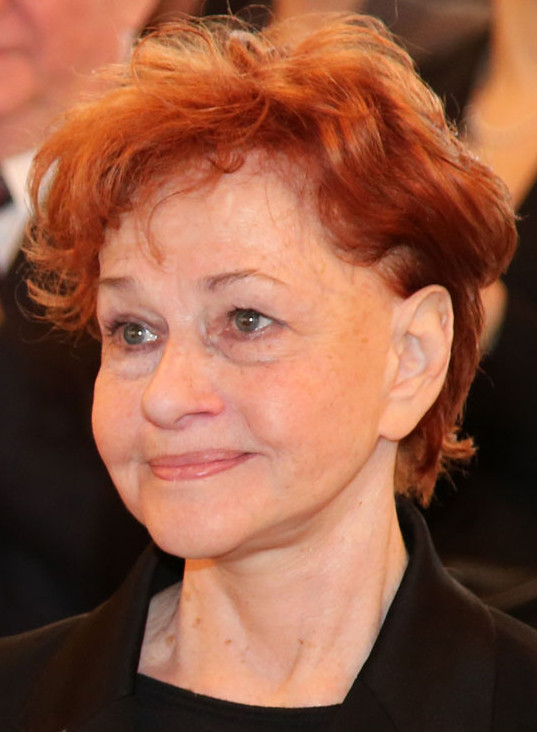
Gertraud Jesserer (1943–2021)

- Jessernig, Gabriel von (1818–1887), österreichischer Politiker, Landtagsabgeordneter
- Jessernig, Johann (1806–1882), österreichischer Kaufmann und Politiker, Landtagsabgeordneter
- Jessernigg, Josef (1903–1970), österreichischer Unternehmer und Metallfabrikant
- Jessernigg, Margarete (1907–1944), österreichische kommunistische Widerstandskämpferin
- Jessi (* 1988), koreanisch-amerikanische Rapperin, Sängerin und Songwriterin
- Jessica Shy (* 1996), litauische Sängerin und Songwriterin
- Jessie J (* 1988), britische PopsängerinJessie J (* 1988)

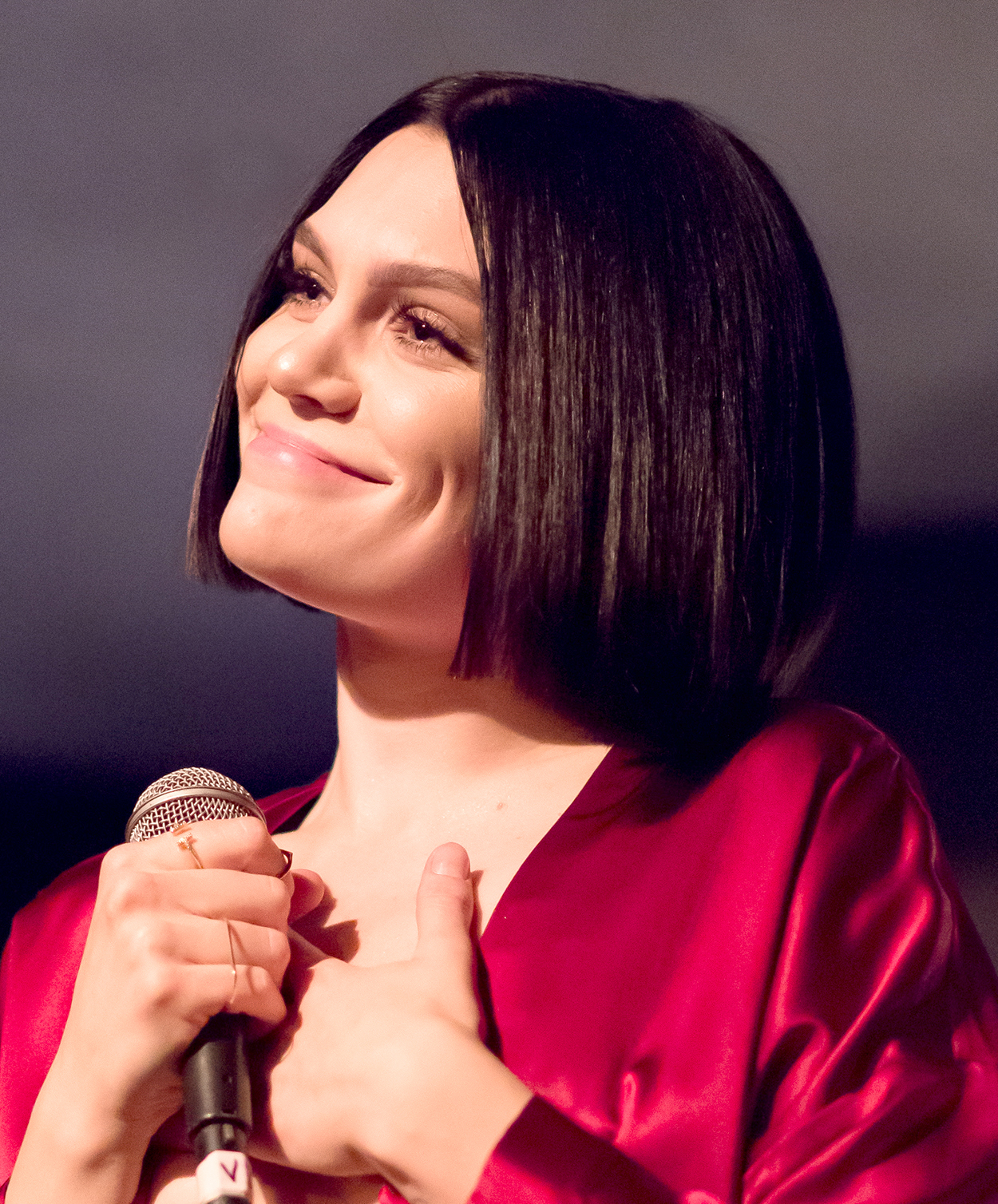
Jessie J (* 1988)

- Jessie, Claudia (* 1989), britische Schauspielerin
- Jessie, DeWayne (* 1951), US-amerikanischer Schauspieler, Sänger und Synchronsprecher
- Jessie, Ron (1948–2006), US-amerikanischer Footballspieler
- Jessika (* 1989), maltesische Sängerin und Songwriterin
- Jessimow, Achmetschan (* 1950), kasachischer Politiker
- Jessin, Adam (1793–1874), deutscher evangelischer Theologe
- Jessin, Alexei Jurjewitsch (* 1987), russischer Eisschnellläufer
- Jessin, Michail Wiktorowitsch (* 1968), sowjetischer bzw. russischer Skispringer
- Jessin, Oleg Alexejewitsch (1904–1979), russischer Chemiker, Physikochemiker, Metallurg und Hochschullehrer
- Jeßing, Benedikt (* 1961), deutscher Studienrat im Hochschuldienst an der Ruhr-Universität Bochum und Autor
- Jessing, Joseph (1836–1899), deutscher Auswanderer, Priester, Waisenhaus- und Seminargründer in den USA
- Jessipenko, Andrei Jewgenjewitsch (* 2002), russischer Schachspieler
- Jessipow, Andrei Sergejewitsch (* 1980), russischer Eishockeyspieler
- Jessipowa, Anna Nikolajewna (1851–1914), russische Pianistin
- Jessirkenow, Dosschan (* 1985), kasachischer Eishockeyspieler
- Jessl, Reinhold (* 1962), deutscher Fußballspieler und -trainer
- Jeßler, Fritz (1924–2015), deutscher Pädagoge, Komponist, Chorleiter und Dirigent
- Jesslin, Michael (1597–1677), deutscher Politiker; Bürgermeister Heilbronns
- Jessner, Fritz (1889–1946), deutsch-US-amerikanischer Theaterdirektor und Regisseur
- Jessner, Leopold (1878–1945), deutscher Theater- und Filmregisseur
- Jessner, Max (1887–1978), deutscher Dermatologe und Hochschullehrer
- Jessner, Max (1903–1974), österreichischer Politiker (SPÖ), Abgeordneter zum Nationalrat
- Jessner, Samuel (1858–1929), deutscher Dermatologe und Sexualforscher
- Jeßner, Wolfgang (* 1931), deutscher Fußballspieler
- Jessner-Schmid, Ulrike (* 1960), österreichische Anglistin und Linguistin
- Jesso, Justin (* 1994), US-amerikanischer SängerJustin Jesso (* 1994)

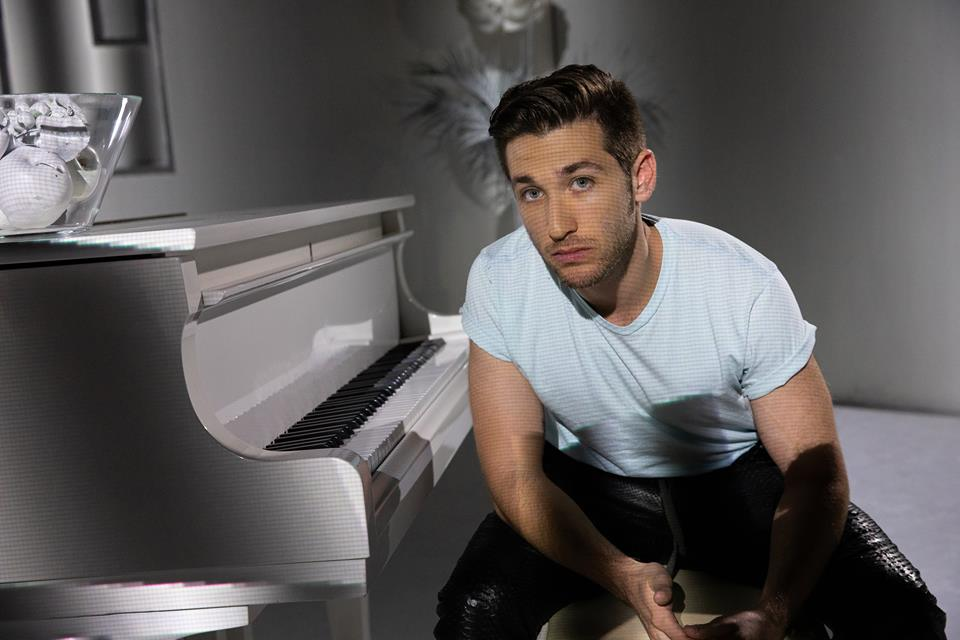
Justin Jesso (* 1994)

- Jesso, Tobias Jr. (* 1985), kanadischer Musiker und Songwriter
- Jesson, Paul (* 1946), britischer Schauspieler
- Jessop, Bob (* 1946), britischer Marxist, Soziologe, Politikwissenschaftler
- Jessop, Carolyn (* 1968), US-amerikanische Autorin, früheres Mitglied der Fundamentalistischen Kirche Jesu Christi der Heiligen der Letzten Tage (FLDS)
- Jessop, Thomas Edmund (1896–1980), britischer Hochschullehrer für Philosophie
- Jessop, Violet (1887–1971), britische StewardessViolet Jessop (1887–1971)

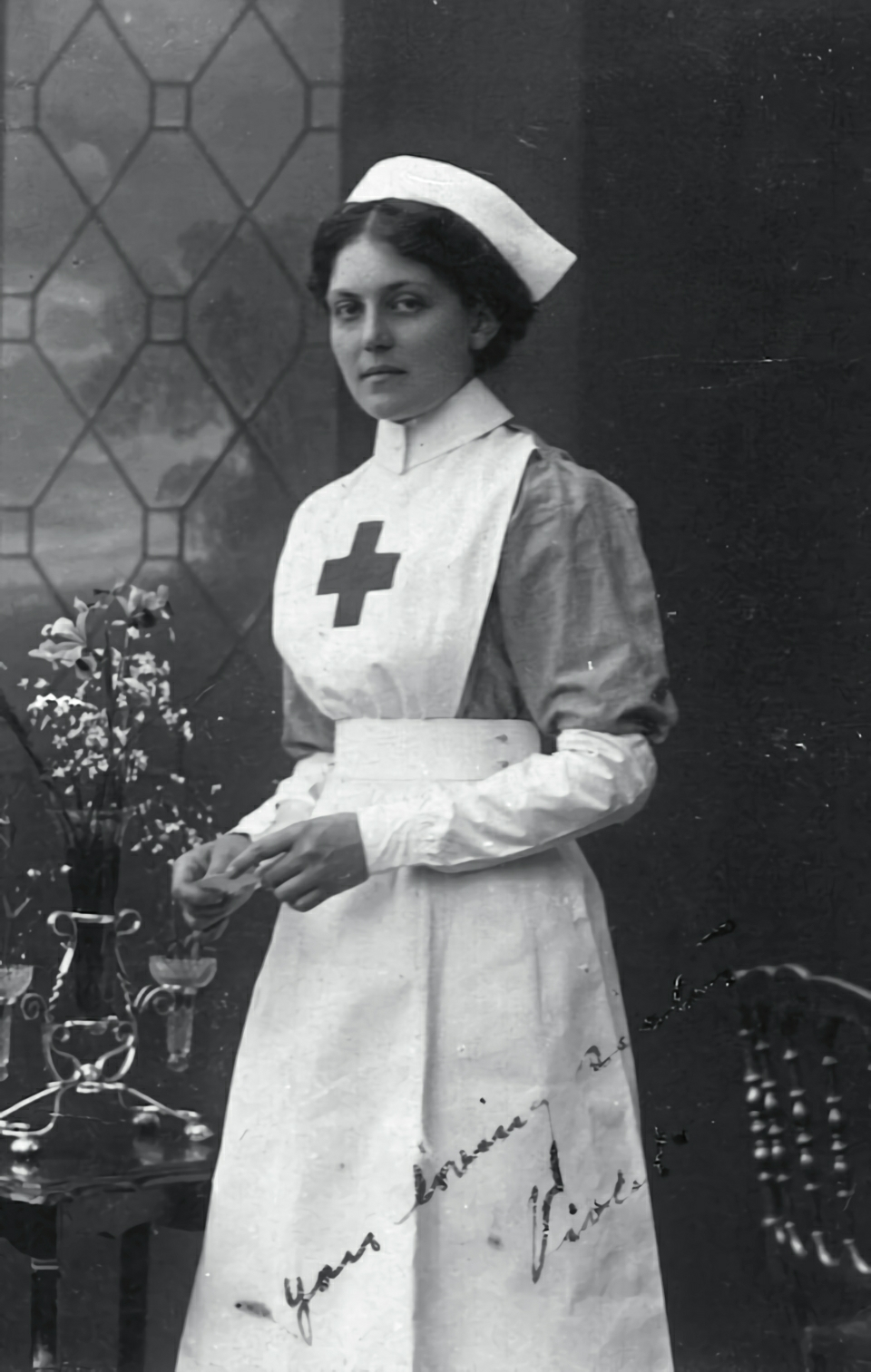
Violet Jessop (1887–1971)

- Jessop, William (1745–1814), englischer Bauingenieur; Kanalbau, Hafenbau, frühe Eisenbahnen
- Jessor, Herman (1894–1990), US-amerikanischer Architekt
- Jessua, Alain (1932–2017), französischer Filmregisseur und Drehbuchautor
- Jeßulat, Ariane (* 1968), deutsche Musiktheoretikerin und experimentelle Musikerin
- Jessup, Augustus Edward (1861–1925), US-amerikanischer Privatier und Kunstsammler
- Jessup, Connor (* 1994), kanadischer Schauspieler
- Jessup, Harley (* 1954), US-amerikanischer Szenenbildner und Spezialeffektkünstler
- Jessup, Madeleine (* 2005), taiwanische Tennisspielerin
- Jessup, Marion (1896–1980), US-amerikanische Tennisspielerin
- Jessup, Paul (1908–1992), US-amerikanischer Diskuswerfer
- Jessup, Philip (1897–1986), US-amerikanischer Jurist und Richter am Internationalen Gerichtshof
- Jessurun de Mesquita, Samuel (1868–1944), niederländischer Künstler
- Jessurun, Isaac († 1665), italienisch-deutscher Rabbiner
- Jeßwagner, Matthias (1714–1772), österreichischer Orgelbauer
- Jessye, Eva (1895–1992), US-amerikanische Chorleiterin und Komponistin
- Jessyp, Maksym (* 1998), ukrainischer Fußballspieler
- Jessypenko, Natalija (* 1977), ukrainische Badmintonspielerin
- Jessyptschuk, Darja (* 2005), ukrainische Tennisspielerin

### Jest
- Jestädt, Wilhelm (1865–1926), deutscher katholischer Pfarrer und Ehrenbürger Fritzlars
- Jestaedt, Bernhard (* 1939), deutscher Jurist, Richter am Bundesgerichtshof
- Jestaedt, Matthias (* 1961), deutscher Rechtswissenschaftler und Hochschullehrer
- Jestaedt, Rudolf (1921–2012), deutscher Diplomat
- Jestaedt, Winfried (1931–2011), deutscher Journalist
- Jestaz, Bertrand (* 1939), französischer Kunsthistoriker
- Jester, Beauford H. (1893–1949), US-amerikanischer Politiker
- Jester, Friedrich Ernst (1743–1822), deutscher Forstmann und Schriftsteller
- Jester, George Taylor (1847–1922), US-amerikanischer Politiker
- Jester, Manfred († 1977), österreichischer Schauspieler
- Jester, Ralf (* 1968), deutscher Fußballspieler
- Jester, Ralph (1901–1991), US-amerikanischer Künstler, Kostümbildner, Bildhauer und Architekt
- Jester, Sigismund Christoph (1715–1773), deutscher Rechtsgelehrter
- Jester, Wilhelm Bernhard (1736–1785), deutscher Jurist
- Jestrab, Karl (1907–1980), österreichischer Fußballspieler
- Jestrabek, Heiner (* 1956), deutscher Autor
- Jestřábský, Valentin Bernard (1630–1719), tschechischer römisch-katholischer Priester und Barock-Schriftsteller
- Jestram, Walter, deutscher Fußballspieler
- Jestremski, Werner (* 1942), deutscher Fußballspieler
- Jestříbková, Anna (* 2004), tschechische Handballspielerin
- Jestrović, Nenad (* 1976), serbischer Fußballspieler
- Jesty, Benjamin (1736–1816), englischer Landwirt und Impfpionier

### Jesu
- Jesup, Claus, Bürgermeister der Hansestadt Wismar
- Jesup, Morris Ketchum (1830–1908), US-amerikanischer Bankier und Philanthrop
- Jesuraj, Bhaskar (* 1966), indischer römisch-katholischer Geistlicher, Bischof von Meerut
- Jesús Báez, Mario de (1924–2008), dominikanischer Komponist und Musikverleger
- Jesus ben Ananias, jüdischer Prophet
- Jesus ben Damneus, jüdischer Hoherpriester
- Jesus Benedito, Renata Cristina de (* 1984), brasilianische Volleyballspielerin
- Jesus Carvalho, Gláucio de (* 1975), brasilianischer Fußballspieler
- Jesús Castillo Rentería, José de (1927–2013), mexikanischer Ordensgeistlicher und Bischof von Tuxtepec
- Jesus Fernandes, Thomas de (* 1974), deutscher Politiker (AfD), MdLThomas de Jesus Fernandes (* 1974)

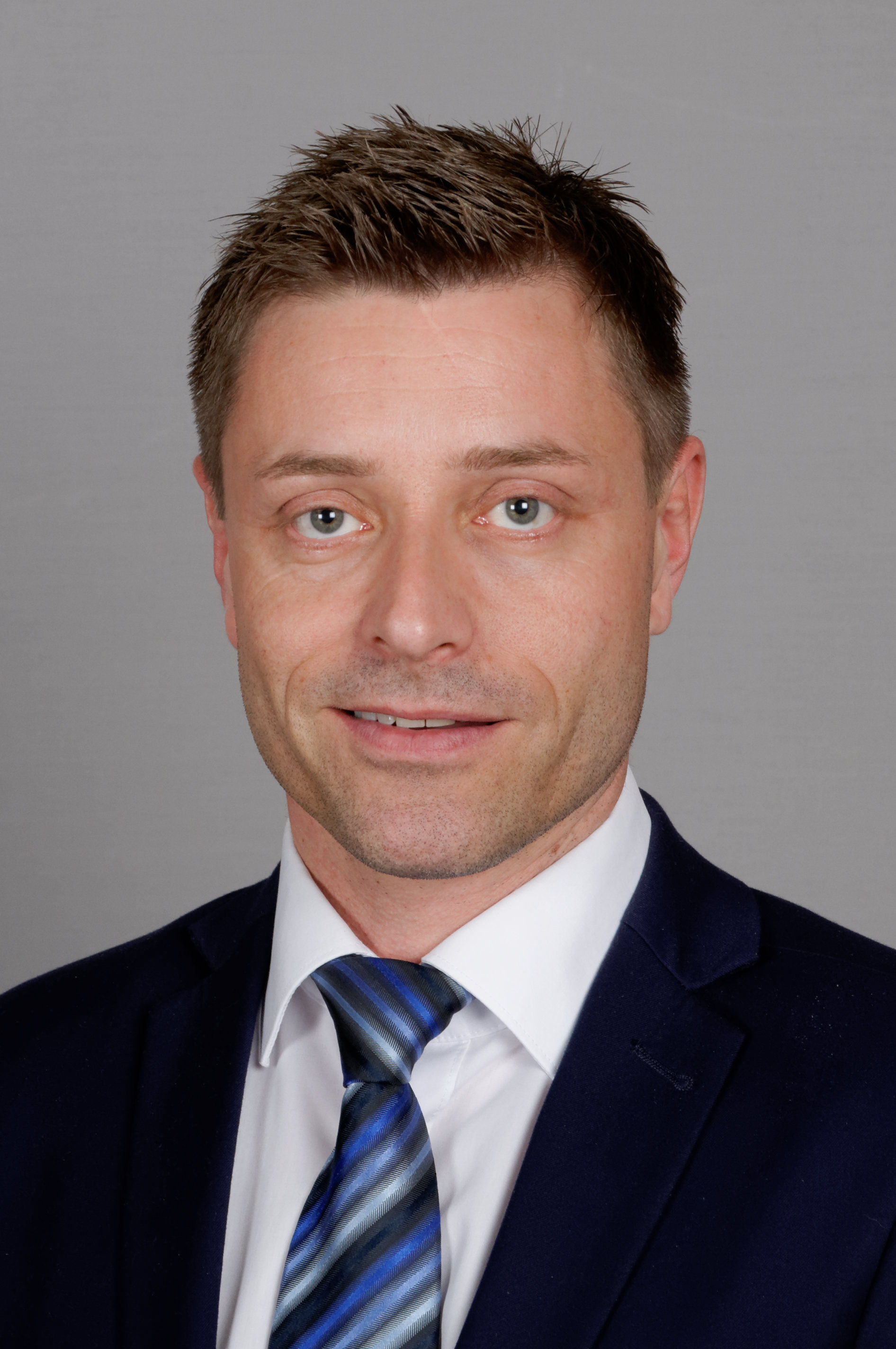
Thomas de Jesus Fernandes (* 1974)

- Jesús García Gil, Edgar de (* 1946), kolumbianischer Priester, Bischof von Palmira
- Jesús Montero, María (* 1966), spanische Politikerin und Mitglied der PSOE
- Jesús Moya, Jesús María de (* 1934), dominikanischer Geistlicher und Altbischof von San Francisco de Macorís
- Jesus Nobre, Édson de (* 1980), angolanischer Fußballspieler
- Jesus Panau, Julieta de (* 1961), osttimoresische Unabhängigkeitsaktivistin
- Jesús Patricio Martínez, María de (* 1963), mexikanische Ärztin, Menschenrechtsaktivistin und Präsidentschaftskandidatin
- Jesus Pedreira, Dankler Luís de (* 1992), brasilianischer Fußballspieler
- Jesús Prado, Ignacio de (* 1993), mexikanischer Radrennfahrer
- Jesus Ribeiro, Paulo Marcos de (* 1986), brasilianischer Fußballspieler
- Jesus Santos, Andrevaldo de (* 1992), brasilianischer Fußballspieler
- Jesus von Nazaret, Prediger, Messias der ChristenJesus von Nazaret

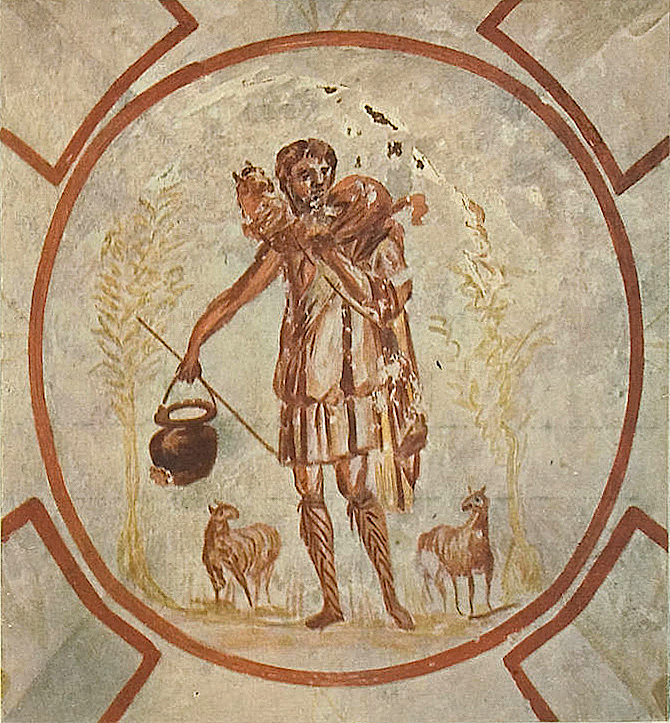
Jesus von Nazaret

- Jesus, Adelino Afonso de, osttimoresischer Beamter
- Jesus, Angelina Machado de (* 1967), osttimoresische Politikerin
- Jesus, Anita Tavares Ribeiro de, osttimoresische Beamtin
- Jesus, António de, portugiesischer Missionar, Konvertit und Dolmetscher
- Jesus, Basílio de, osttimoresischer Polizist
- Jesus, Carolina Maria de (1914–1977), brasilianische Schriftstellerin
- Jesus, Cássio Francisco de (1989–2025), brasilianischer Fußballspieler
- Jesus, César Valente de (* 1975), osttimoresischer Politiker
- Jesus, Constância de, osttimoresische Politikerin
- Jesus, Egídio de, osttimoresischer Politiker und Diplomat
- Jesus, Eládio António Faculto de (* 1971), osttimoresischer Politiker
- Jesús, Esteban de (1951–1989), puerto-ricanischer Boxer
- Jesus, Eurico de (* 1977), macauischer Autorennfahrer
- Jesus, Fábio de (* 1976), brasilianischer Fußballspieler
- Jesus, Francisca de Paula de (1810–1895), brasilianische, römisch-katholische Selige
- Jesus, Gabriel (* 1997), brasilianischer Fußballspieler
- Jesus, Jeremias Antônio de (* 1966), brasilianischer Geistlicher und emeritierter römisch-katholischer Bischof von Guanhães
- Jesus, Joaninha de (* 1964), osttimoresische Politikerin
- Jesus, Jorge (* 1954), portugiesischer FußballtrainerJorge Jesus (* 1954)

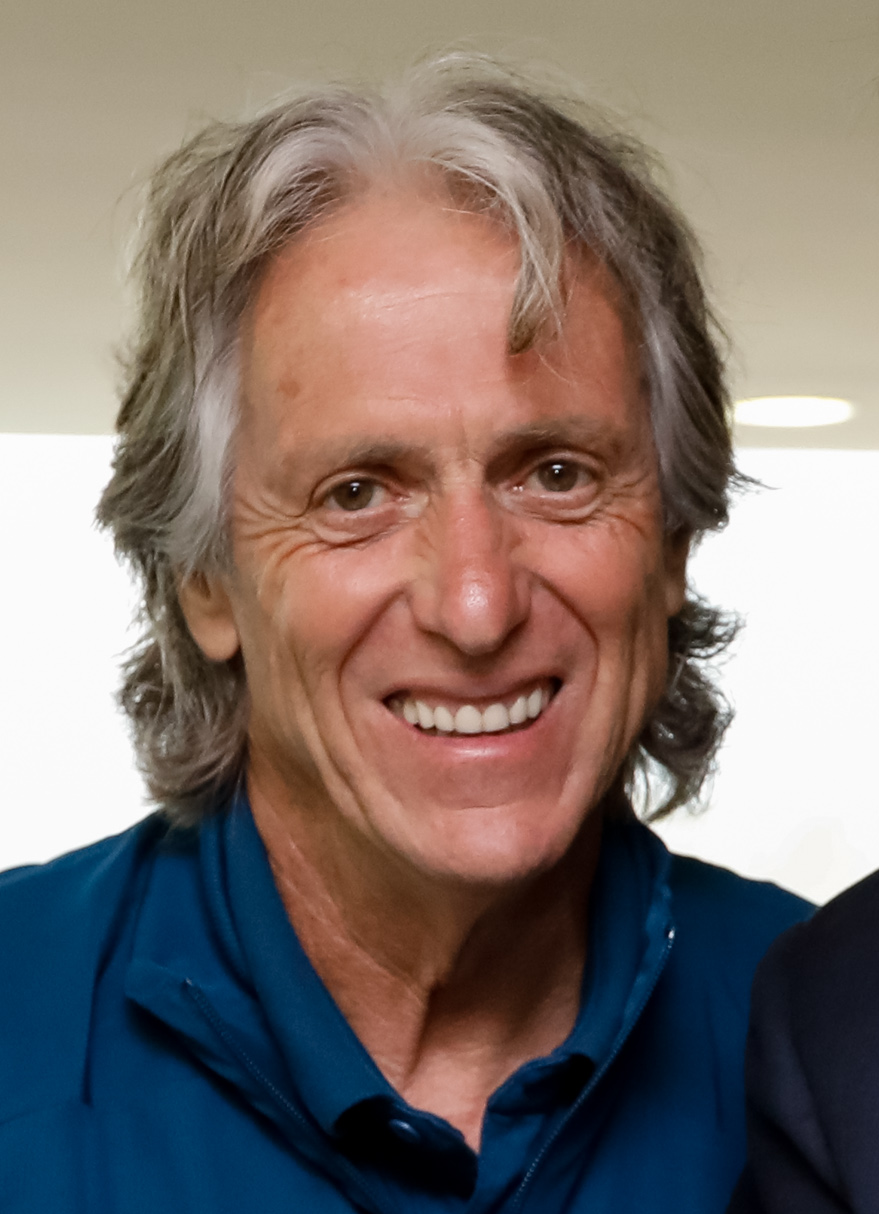
Jorge Jesus (* 1954)

- Jesus, Jorge Bom (* 1962), são-toméischer Linguist und Politiker MLSTP-PSD, Premierminister bzw. Ministerpräsident
- Jesus, Jose de, philippinischer Manager und Politiker
- Jesús, José de (* 1963), puerto-ricanischer Boxer
- Jesus, José Luis (* 1950), kap-verdischer Jurist und Präsident des Internationalen Seegerichtshofes
- Jesus, Juan (* 1991), brasilianischer Fußballspieler
- Jesús, Madeline de (* 1957), puerto-ricanische Leichtathletin
- Jesús, Margaret de (* 1957), puerto-ricanische Leichtathletin
- Jesus, Maria da Piedade de (* 1963), angolanische Afrikaarchäologin und Anthropologin
- Jesus, Maria de (1893–2009), portugiesische Altersrekordlerin
- Jesus, Maria José da Fonseca Monteiro de, osttimoresische Politikerin und Diplomatin
- Jesus, Maria Quitéria de (1792–1853), brasilianische Freiheitskämpferin
- Jesus, Maria Renata de, osttimoresische Diplomatin und Beamtin
- Jesús, Marlon de (* 1991), ecuadorianischer Fußballspieler
- Jesus, Mateus de (1959–2015), osttimoresischer Politiker
- Jesús, Ramona de (* 1990), kolumbianische Dichterin, Essayistin und Übersetzerin
- Jesus, Robenílson de (* 1987), brasilianischer Boxer
- Jesús, Ronaldo De (* 2001), paraguayisch-brasilianischer Fußballspieler
- Jesus, Solange (* 1987), portugiesische Langstreckenläuferin
- Jesus, Vidal de (* 1952), osttimoresischer Politiker
- Jesus, Willian Thiego de (1986–2016), brasilianischer Fußballspieler
- Jesus, Zola (* 1989), US-amerikanische Singer-Songwriterin und MusikproduzentinZola Jesus (* 1989)

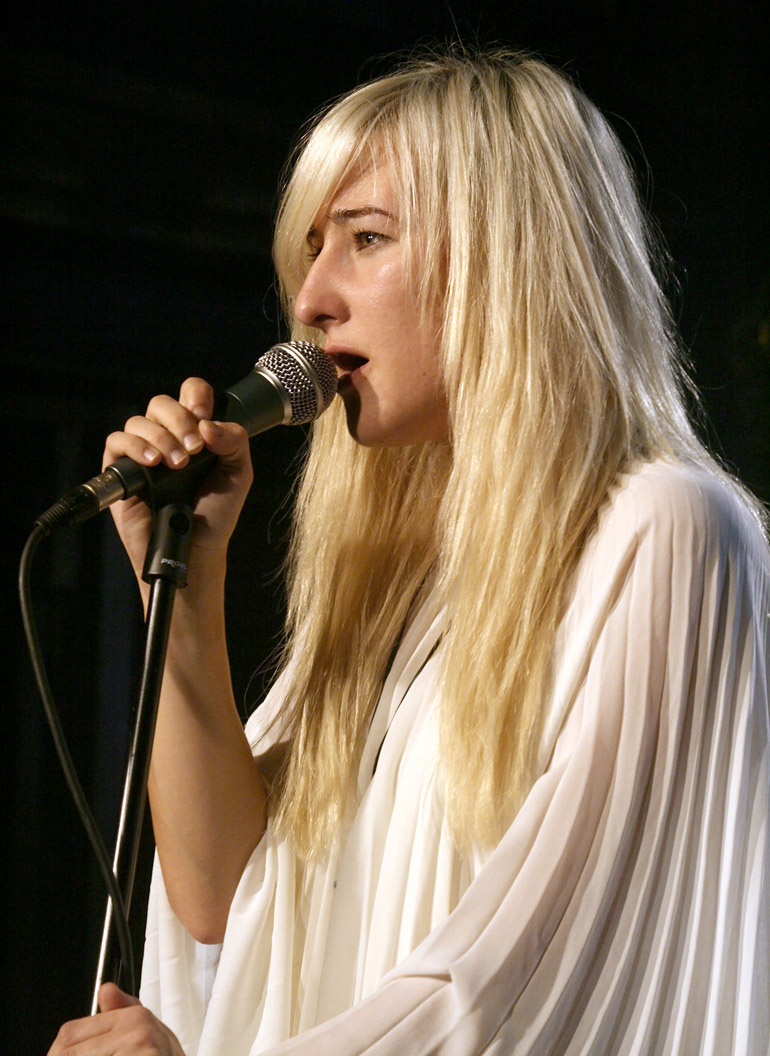
Zola Jesus (* 1989)

### Jesz
- Jeszenák, Johann (1800–1849), ungarischer Politiker und Regierungsbeauftragter
- Jeszenszky, Géza (* 1941), ungarischer Politiker und Diplomat
- Jeszke, Jerzy (* 1958), polnischer Schauspieler und Sänger